# لوکاس مادستو
لوکاس مادستو (انگلیسی: Lucas Modesto؛ زادهٔ ۹ نوامبر ۱۹۹۶) بازیکن فوتبال اهل آرژانتین است.